# 王光临
王光临（1937年7月—），汉族，山西襄汾人，中国共产党第九届、十届中央候补委员。

## 生平
1956年5月至1958年4月，王光临在包头钢铁公司技校学习。1958年5月至1968年，他在包头钢铁公司炼铁厂原料车间担任工人，期间于1959年加入中国共产党。1968年至1983年3月，他先后担任包头钢铁公司炼铁厂革委会副主任，包头钢铁公司革委会副主任、党委副书记。1983年3月，因故被开除中共党籍，并撤销党内外一切职务；直至1988年6月，他都被下放到包头钢铁公司炼铁厂供应科，担任装卸工。1988年6月至1992年6月，他在包头钢铁公司炼铁厂退休办工作。